# 各駅停車 (漫画)
『各駅停車』（かくえきていしゃ）は、谷川史子作の漫画。集英社『りぼんオリジナル』に平成4年（1992年）春の号から初夏の号に掲載された全3話の短編オムニバス。

## 概要
失恋の痛手を負ったまま新しい恋に向き合うことになった女の子と、2人の出会いをきっかけにして巻き起こる周囲の恋愛模様を描いた作品。鎌倉を舞台に、江ノ電沿線などを始めデートコースに観光名所も登場するなど繊細なタッチと作者独特の心地よい雰囲気、魅力的なキャラクター達が繰り広げる物語に引き込まれ、作品と同じ場所に訪れてみたい、そんな思いにかられる珠玉の3部作である。

## あらすじ
好きな彼に理由も知らされぬまま別れを告げられ、想いを引きずる深雪の前に現れたのは、一コ後輩で元彼に瓜二つの康。明るくものおじしない彼のアプローチは彼女の心を動かし、やがて2人を取り巻く周囲の友人達に波及して、それぞれの恋の行方にも大きな影響を及ぼすことになる。

## 登場人物
小津深雪（おづ みゆき）
看護士志望の高校2年生。1年前の失恋の痛手を引きずっていたが、康の出現で転機が訪れる。ナイーヴな感情を覗かせる反面、芯には強いものがある。
夏目康（なつめ こう）
深雪より一つ下の1年生。深雪の元彼（矢野）に顔や声がそっくり。深雪に恋をし、自分の想いを真正面から告白する。陽気な性格。
藤沢まみこ（ふじさわ まみこ）
1年生の体操部員で、積極的かつ雄弁。康が好きで深雪との接近を妨害しようとする。母親はだいぶ前に家を出て行き、現在は父親と2人暮し。その原因となった出来事で心に受けた傷のため、2人の妨害を繰り返している。
矢野（やの）
苗字以外、回想にも登場しない。1年前、理由も告げず深雪と別れた。
先輩（せんぱい）
名前は未公表。体操部のマネージャーで深雪とは中学でのクラスメイト。まみこに恋心を抱きつつ温かく見守っていたが、彼女の危機に際して敢然と行動し、彼女と結ばれる。
小町道子（こまち みちこ）
まみこと同じクラスで親友。愛犬の散歩の途中、海岸で康の兄である昇と出会い少しずつ惹かれてゆく。
夏目昇（なつめ しょう）
康の兄で大学生。釣りが趣味で、いつも黒のパーカーとGジャンを着ている。犬恐怖症のために失恋した経験があり、それを克服しようと努力している。道子とデートの約束をする。

## コミックス
- 各駅停車（りぼんマスコットコミックス, 1992年10月20日初版発行、ISBN 408053633X、現在絶版）
  - 両手でもたりない（同時収録作品、『りぼん』1992年2月号別冊ふろく）
- 君と僕の街で（集英社文庫コミック版, 2007年2月16日初版発行、ISBN 9784086185493）
  - 著者のオムニバス集。本作品が同時収録されている。